# NGC 6672
NGC 6672 is een dubbelster in het sterrenbeeld Lier. Het hemelobject werd op 24 juli 1879 ontdekt door de Franse astronoom Édouard Jean-Marie Stephan.